# 福島 - 郡山線

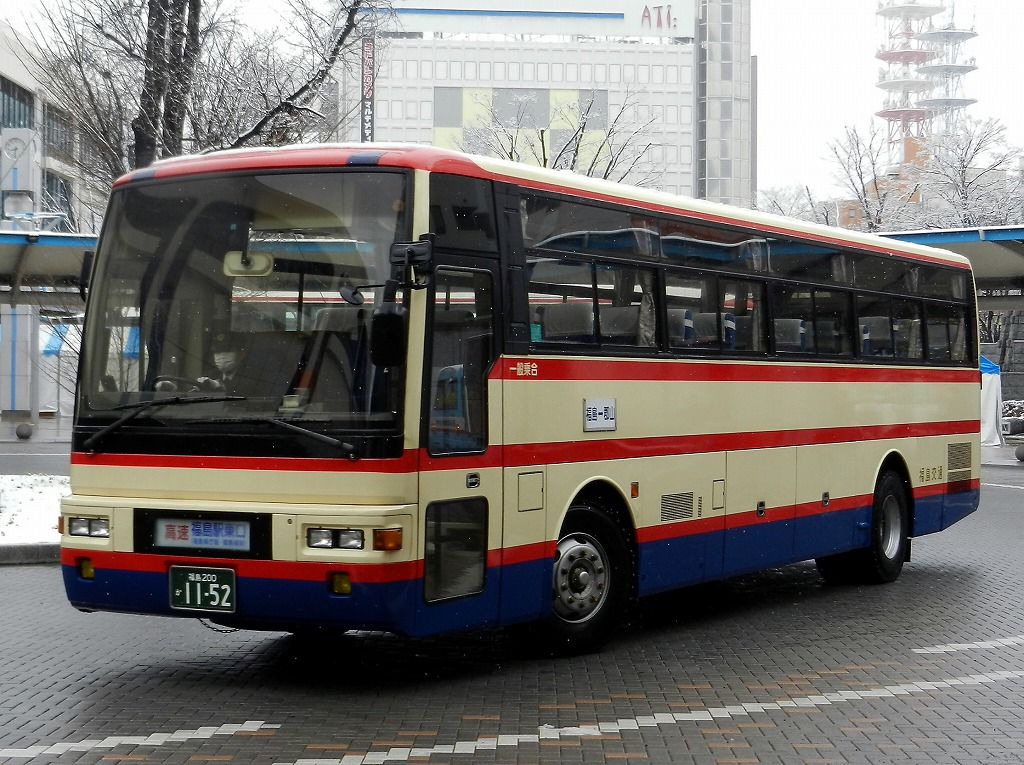
福島 - 郡山線

福島 - 郡山線（ふくしま - こおりやません）は、福島県福島市と郡山市を結んでいた高速バスである。令和元年東日本台風（台風19号）の影響により、2019年（令和元年）10月13日以降、当面の運行見通しがたたず運休が続いていたが、同年12月11日に運行終了が発表された。
以下に運行終了時の内容を示す。

## 運行会社
- 福島交通（福島支社・郡山支社）

## 運行経路
福島競馬場前 - 福島市役所前 - 福島上町 - 福島大町 - 福島駅東口 - 福島駅西口 - 八木田橋 - 八木田 - 福島運輸支局 - 福島西IC - （東北自動車道） - 二本松バスストップ - （郡山IC） - コパル前 - 第六中学校 - 桑野三丁目 - 郡山女子大学 - 郡山市役所 - 安積黎明高校 - 虎丸 - 郡山駅前

## 運行回数
- 平日1日7往復、土休日1日4往復が運行されていた。

## 運賃
- 福島 - 郡山間
  - 大人片道：900円
  - 専用回数券：4,000円（450円×10枚綴り）

※上記回数券は福島・郡山 - 二本松間にも使用できた（券面額との差額は現金で支払い）。
  - 定期券（1ヶ月）：通勤用26,950円、通学用16,470円
  - 定期券（3ヶ月）：通勤用76,810円、通学用46,940円
- 福島・郡山 - 二本松間
  - 大人片道：500円
  - 定期券の設定なし。

## 歴史
- 1999年（平成11年）3月16日 - 1日6往復で運行開始。福島側の起点は県庁前。
- 200x年 - 1日10往復に増便。福島競馬場前発着となる。
- 2003年（平成15年）12月1日 - 福島駅西口（福島ビューホテル前）経由となる。
- 2007年（平成19年）
  - 7月1日 - 1日9往復に減便。
  - 10月1日 - 1日8往復に減便。
- 2009年（平成21年）
  - 6月1日 - 福島市内を経路変更。市役所前経由となる。
  - 10月1日 - 郡山市内に「安積黎明高校」停留所を追加。
- 2011年（平成23年）
  - 3月14日 - 同年3月11日に発生した東北地方太平洋沖地震の影響により運休していたが、この日より通常ダイヤでの運行を再開[3]。
  - 4月11日 - 平日に5往復増便[4]。
  - 4月15日 - 「二本松バスストップ」停留所への停車を開始（当初は同年4月1日からの停車予定であった）。両方向とも乗降可能[5]。
- 2012年（平成24年）4月1日 - 減便。平日1日9往復、土日祝日及び年末年始は1日6往復となる[6]。
- 2013年（平成25年）10月1日 - 減便。平日1日7往復、土日祝日及び年末年始は1日4往復となる。また、福島市内の経路を一部変更。「福島県庁前」バス停を廃止、「福島大町」停留所を新設。あわせて学生休日専用回数券を設定[7]。
- 2014年（平成26年）4月1日 - 運賃改定[8]。
- 2019年（令和元年）
  - 6月21日 - 運賃改定。学生休日専用回数券の発売を終了（手持ちの回数券は2020年3月31日までの休日に使用可能）[9]。
  - 10月 - 令和元年東日本台風（台風19号）の影響により当面の運行見通しがたたず、定期券・回数券の払い戻しなどの対応措置を発表[1]。
  - 12月11日 - 運行再開されないまま、運行終了が発表された。定期乗車券・回数乗車券は2020年（令和2年）7月31日まで、一定条件のもと手数料なしで払い戻しを行う[2]。

## 利用状況
| 年度               | 運行日数 | 運行便数 | 年間輸送人員 | 1日平均人員 | 1便平均人員 |
| 2002（平成14）年度 | 364      | 5,818    | 76,363       | 209.8       | 13.1        |
| 2003（平成15）年度 | 365      | 7,297    | 104,064      | 285.1       | 14.3        |
| 2004（平成16）年度 | 365      | 7,234    | 122,346      | 335.2       | 16.9        |
| 2005（平成17）年度 | 364      | 7,263    | 121,611      | 334.1       | 16.7        |
| 2006（平成18）年度 | 365      | 7,287    | 122,982      | 336.9       | 16.9        |
| 2007（平成19）年度 | 366      | 6,403    | 109,436      | 299.0       | 17.1        |

仙台 - 福島線と同時に開業したものの、当初は運行2日目から続行便を出した同線と比べて振るわなかったが、朝夕の通勤通学客に徐々に浸透し、特に同時間帯の利用が多くなっている。
しかし、並行するJR東北本線と比べ、市内各所に停車したり、福島競馬場へ乗り換えなしで行けるというメリットはあったもののこれらはごく一部の利用者にとってのものであり、一方で
- 所要時間がバスが1時間10分、鉄道が48分と時間が大きくかかるうえ、福島、郡山両市内ともに渋滞の激しい区間を通過するため定時性も悪い。
- 片道通常運賃がバスが900円、鉄道が860円と高額である。割引運賃で見てもバスは回数券により事実上800円で乗車できるが、鉄道はWきっぷの使用により運賃が事実上730円になり更に運賃の差が広がる。
- 運転本数がバスが平日1日7往復、休日4往復に対し、鉄道は平日、休日ともに25.5往復と利便性に大きく劣る。

といった理由から、利用客数は落ち込み収益性の悪化が止まらなかった。そのような中で台風被害により運行休止に追い込まれ、再開されぬまま廃止が決定された。

## その他
- 45人乗り（補助席利用時55人、ただし補助席無しの場合あり）ハイデッカー車で運行されていた。
- 以前、同区間を特急バス（かつての一般道経由の急行バスの高速道乗せ替え）が運行されていたが、所要時間・運賃の関係で廃止されている。この時は、高速道路上のバス停（松川、二本松、大玉の各バスストップ）にも停車していた。
- 福島県内発着高速バスにおいて唯一福島交通単独で運行されていた。
- 2013年9月までは、福島 - 会津若松線や福島 - いわき線と異なり、往路復路ともに福島県庁前を経由していた。